# Az érmihályfalvi csoport pere
Az érmihályfalvi csoport pere egy koncepciós per volt Erdélyben, amelynek során 31 személyt ítéltek el, közülük hármat halálra, egy állítólagos „államellenes összeesküvésre” alapozva. Mint neve is mutatja, a perben elítélt személyek mind érmihályfalvi lakosok voltak. Az 1956-os forradalmat követő romániai megtorlás negyedik legnagyobb pere volt.

## A per előzményei
Az 1956-os forradalom kitörésének hírére és sikerei hatására a környező országokban lakó emberek is kinyilvánították szolidaritásukat a magyar forradalmárokkal. Ezt a kommunista tömb országainak lakói persze nyíltan nem tehették meg, ugyanakkor viszont titokban szimpatizáltak a magyar forradalommal. Ez a szimpátia néha tettlegességben nyilvánult meg (lásd Erdélyben a Szoboszlay-féle összeesküvést) legtöbbször azonban csak annyiból állt, hogy az emberek hallgatták a Szabad Európa Rádiót.
A magyar határ mellett fekvő Érmihályfalván két fiatal lakos, Reisz Ferenc és Bircze János titokban kommunistaellenes röplapokat készített, s azokat a településen terjesztette. Azonban a Securitate, mint mindig, most is gyorsan felgöngyölítette az ügyet, a két fiatalt pedig novemberben letartóztatták.
Az érmihályfalvi röpcédulázást a politikai vezetés arra használta fel, hogy megszabaduljon néhány olyan érmihályfalvi lakostól, akit megbízhatatlannak tartott. Ezek között az élen járt Sass Kálmán református lelkész, akit már kétszer is letartóztattak ezt megelőzően a román hatóságok, állítólagos románellenes megnyilvánulásaiért. Így tehát az őrizetbe vett két fiatal az erőszakos vallatás hatására azt vallotta, hogy Sass Kálmán utasítására cselekedtek, és a röpcédulázással azt akarták elérni, hogy Érmihályfalván is kitörjön az ellenforradalom, majd, hogy győzelem esetén Erdélyt visszacsatolják Magyarországhoz. Ezt követően a Securitate „kiderítette” Sass Kálmánról, valamint még néhány gyanúsítottról, hogy korábban vagy a Rongyos Gárdával, vagy pedig a Nyilaskeresztes Párttal voltak kapcsolatban; így próbálták bizonyítani a mozgalom fasiszta kötődését.
Hamarosan, 1957. február 19-én (vagy 17-én) megkezdődtek a letartóztatások is.

## Per és ítélet
A pert Nagyváradon tartották, a bíró a hírhedt, szabóból hadbíró őrnaggyá „előléptetett” Macskássi Pál volt. A bíróság a vádlottak tettét rendszerellenes összeesküvésnek minősítette, ami a legsúlyosabb büntetésekkel járhatott együtt. Az „összeesküvők” peranyaga közel 2000 oldalas volt. Ítéletet végül csak 1958 szeptemberében hoztak, amikor három személyt halálra, 9-et életfogytiglanra, a többieket 5–25 év közé terjedő kényszermunkára ítélték.
A három halálra ítélt Sass Kálmán, dr. Hollós István tanár, Balaskó Vilmos református lelkész volt. Őket már nem sokkal az ítélethozatal után elkülönítették társaiktól, majd Szamosújvárra szállították. Itt Balaskó Vilmos ítéletét kegyelemből életfogytiglani kényszermunkára változtatták, a másik két halálra ítéltet 1958. december 2-án golyó által kivégezték, majd ismeretlen helyre elkaparták őket.
A többi elítéltet, köztük Számadó Ernő költőt, az ország különböző börtöneibe hurcolták, ahol embertelenül bántak velük, majd 1964-ben nyugati nyomásra felfüggesztették büntetésüket. Az elítéltek családjait tönkretették, állandóan megfigyelték, zaklatták őket, Sass Kálmán családját pedig a Bărăganba deportálták, ahonnan csak több év után térhettek haza.

## Emlékezete
A per áldozatait a román politikai vezetés – Európában egyedülálló módon – máig nem rehabilitálta, ugyanúgy, ahogy a kommunizmus többi romániai áldozatát sem. A kivégzettek holttestei is máig ismeretlen helyen nyugosznak.